# Colobopsis truncata
Colobopsis truncata (do niedawna Camponotus truncatus) – gatunek mrówki z podrodziny Formicinae.

## Ogólne informacje
C. truncata jest niewielką i skrytą mrówką nadrzewną. Cechą wyróżniającą te mrówki spośród rodzimej fauny jest fragmozja objawiająca się spłaszczeniem przedniej części głowy tak, by wpasowywała się w otwór wyjściowy gniazda. Fragmozja występuje tylko u królowych i większych robotnic w typie major.

## Opis gatunku

### Występowanie
Gatunek ten można spotkać w południowo-zachodniej części Polski. Poza Polską można spotkać je w Europie, w Austrii, Czechach, Grecji, Włoszech oraz Hiszpanii, oraz w Japonii.

### Królowa
Kolor tułowia czerwono-jasnobrązowy, odwłok ciemnobrązowy z szerszym jasnym pasem - obie partie ciała błyszczące z rzadkimi odstającymi włoskami. Nogi ciemnobrązowe. Głowa przednio-spłaszczona, punktowana, tył ciemnobrązowy, przód czerwonawy.

### Robotnice
Kolor tułowia czerwono-jasnobrązowy, błyszczący. Nogi nieco ciemniejsze od tułowia. Ciemniejsza głowa i odwłok (głowa dodatkowo przednio-spłaszczona u większych robotnic). Ciało pokryte rzadkimi jasnymi włoskami. Stylik jednoczłonowy. Na odwłoku może być widoczny jasny pas.

### Samiec
Kolor ciała jasnobrązowy.

### Loty godowe
Loty godowe trwają od czerwca do sierpnia.

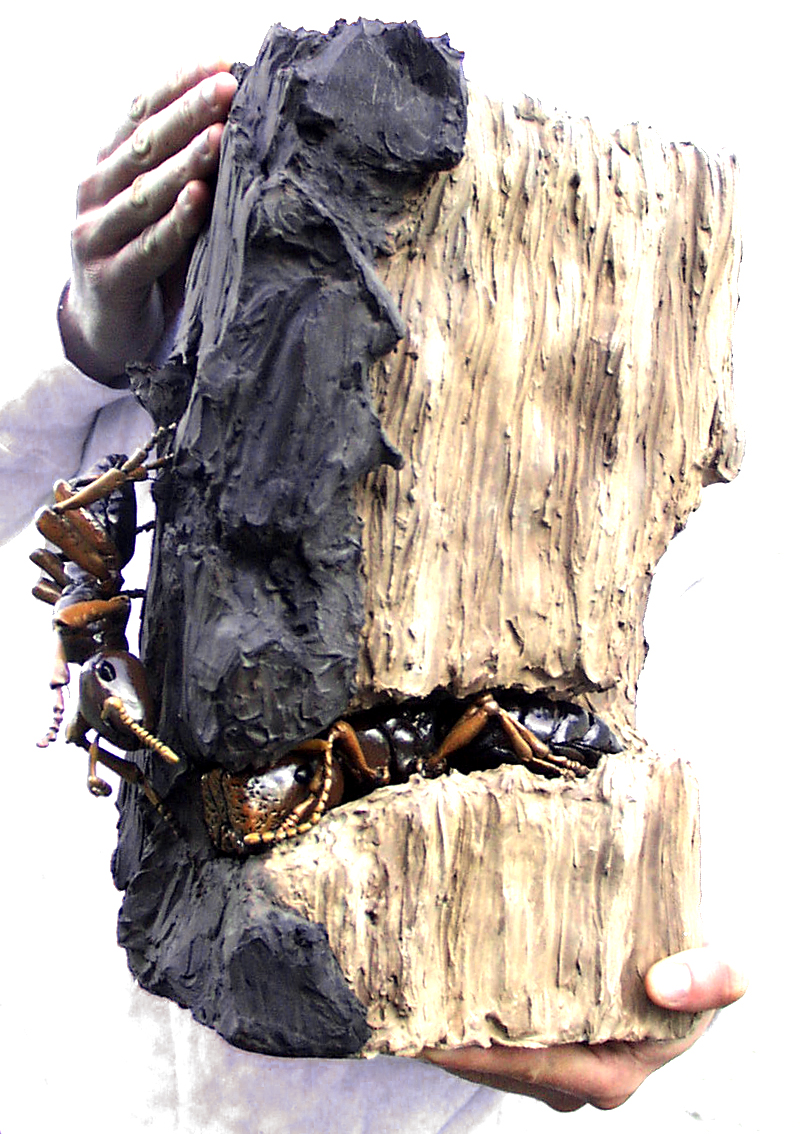
Wyobrażenie robotnicy w typie major zamykającej wejście do gniazda
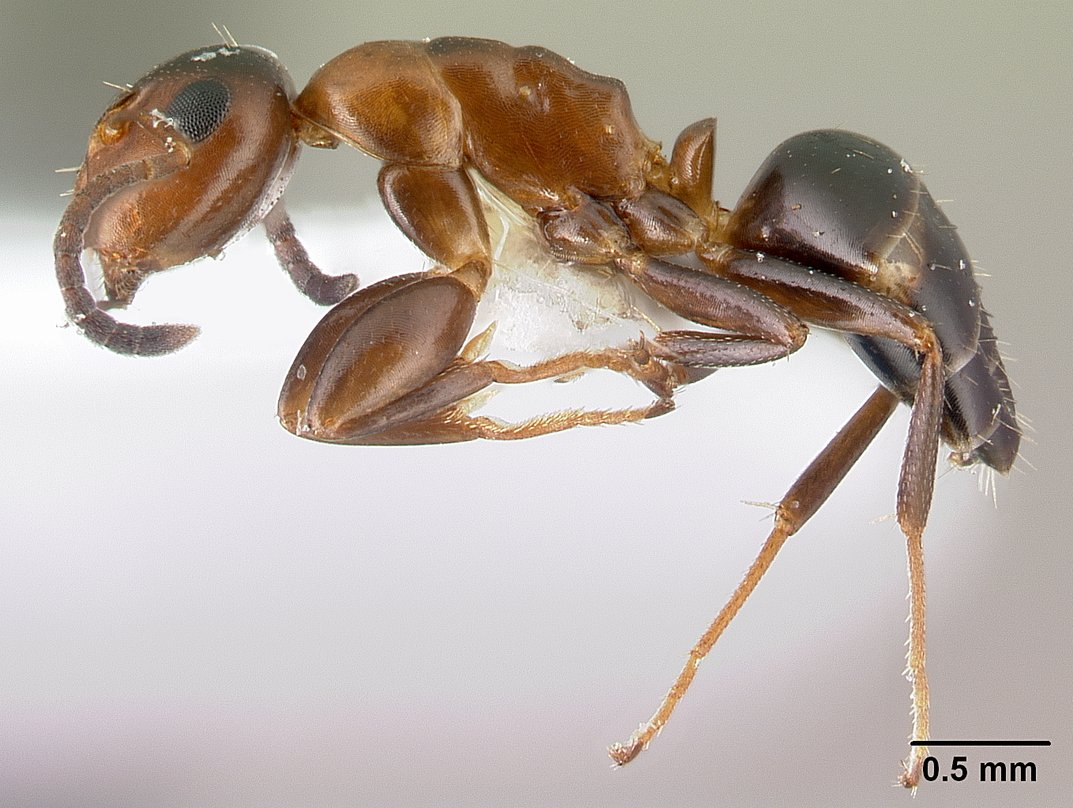
Zdjęcie robotnicy od boku